# Bahnstrecke Pukekohe–Waiuku
| |                   |                        |                        |
| Streckenlänge: | 23 km             |                        |                        |
| Spurweite: | 1067 mm (Kapspur) |                        |                        |
| |                   |                        |                        |
| \| \| \| von Wellington \| \| \| \| 0,0 \| Pukekohe \| Pukekohe \| \| \| \| von/nach Auckland \| \| \| \| 11,8 \| Glenbrook \| Glenbrook \| \| \| \| \| \| \| \| 17,1 \| Glenbrook Steel Mill \| Glenbrook Steel Mill \| \| \| \| Morley Road \| \| \| \| 15,8 \| Fernleigh \| Fernleigh \| \| \| \| Waiuku Juction \| \| \| \| 18,1 \| Waiuku Victoria Avenue \| Waiuku Victoria Avenue \| \| \| \| Waiuku River \| \| \| \| \| Waiuku \| \| \| \| \| \| \| \| Quellen: [1] \| \| \| \| |                   |                        |                        |
| Strecke |                   | von Wellington         | von Wellington         |
| Bahnhof | 0,0               | Pukekohe               | Pukekohe               |
| Abzweig geradeaus, nach rechts und von rechts |                   | von/nach Auckland      | von/nach Auckland      |
| Bahnhof | 11,8              | Glenbrook              | Glenbrook              |
| Verschwenkung von links · Verschwenkung von rechts |                   |                        |                        |
| Betriebs-/Güterbahnhof Streckenende · Strecke | 17,1              | Glenbrook Steel Mill   | Glenbrook Steel Mill   |
| Haltepunkt / Haltestelle |                   | Morley Road            | Morley Road            |
| Dienststation / Betriebs- oder Güterbahnhof | 15,8              | Fernleigh              | Fernleigh              |
| Blockstelle |                   | Waiuku Juction         | Waiuku Juction         |
| Kopfbahnhof Strecke ab hier außer Betrieb | 18,1              | Waiuku Victoria Avenue | Waiuku Victoria Avenue |
| Brücke über Wasserlauf (Strecke außer Betrieb) |                   | Waiuku River           | Waiuku River           |
| Kopfbahnhof Streckenende (Strecke außer Betrieb) |                   | Waiuku                 | Waiuku                 |
| |                   |                        |                        |
| Quellen: |                   |                        |                        |

Die Bahnstrecke Pukekohe–Waiuku ist eine Zweigstrecke an der North Island Main Trunk Railway auf der neuseeländischen Nordinsel.
Als Ende der 1960er Jahre die Strecke nach Waiuku stillgelegt werden sollte, erfolgte der Anschluss eines großen Stahlwerkes. Damit konnte der schon begonnene Abbau bei Waiuku gestoppt und dieser Teil als Museumsbahn erhalten werden.

## Geschichte
Bereits 1880 wurde eine Strecke nach Waiuku vorgeschlagen, aber erst als William Massey – der örtliche Abgeordnete – zum Premierminister gewählt wurde, wurde der Bahnbau 1912 beschlossen. Am 19. Februar 1914 erfolgte der erste Spatenstich. Am 5. Januar 1922 wurde die Bahnstrecke feierlich eröffnet.
Da sich der Personenverkehr nicht profitabel entwickelte, wurde er schon am 17. Juli 1948 wieder eingestellt. 1966 plante man eine Zweigstrecke zum Stahlwerk Glenbrook. Am 31. Dezember 1967 kam schließlich das Ende für die Bahnstrecke, ehe am 7. Oktober 1968 die Zweigstrecke zum Stahlwerk eröffnet werden konnte.
Mit dem Abbau des Reststückes wurde bereits begonnen, als die Glenbrook Vintage Railway die Strecke zwischen Glenwood und Waiuku übernehmen konnte. Heute findet dort Museumsverkehr statt.